# Lidia Desmond
Lidia Desmond (Buenos Aires, 8 de noviembre de 1907 - ibídem, 8 de noviembre de 2000 fue una actriz, vedette y cancionista argentina de amplia trayectoria artística.

## Carrera
Lidia Desmond fue una cantante de tangos que, con su hermana Violeta Desmond, popularizaron un dúo famoso en las décadas de 1930 y 1940 conocido como Las Hermanas Desmond. Fue un dúo de celebrada actuación en los mejores programas de espectáculos de la época, con la orquesta de Juan Canaro (donde cantaron el vals Amor es amar en 1934) y  luego con la de Pedro Maffia.
Lydia fue, de las dos, la cantante más vocalmente preparada para interpretar tangos debido a que tenía un registro más bajo. Ambas eran soubrettes, es decir, que tenían un tipo de voz similar a la soprano ligera, con menor facilidad en el registro agudo.
Sus comienzos datan de 1926, integrando conjuntos teatrales bajo la dirección de Arturo De Bassi. Actuó en numerosas giras por el interior, y también en los teatros  Maipo, Porteño, Ideal, Mayo, Avenida y Sarmiento como "Segunda triple". Intervinieron junto a Manuel Romero, Alberto Soifer, Elvino Vardaro, Juan Carlos Thorry, Rudy Ayala  y Gloria Guzmán. Luego les atrajo el canto y la actuación, ingresando a los elencos de distintas emisoras radiales como Radio Municipal, Radio Argentina, Radio Prieto, Radio Belgrano y Radio Stentor. En Radio Callao se destacan junto a Olga Casares Pearson, Ángel Walk, Francisco Lomuto, Paquita Garzón, Sabina Olmos y Eva Paci.
En 1935 hicieron un trío vocal con su otra hermana, Indiana Desmond. Brillaron junto a Julio De Caro cantando el tango como Pienso en ti (1936) en Odeón.  Trabajó en el Gran Teatro Opera  en  La evolución del tango de 1870 a 1936, un espectáculo sensacional, con la intervención de Héctor Palacios, Hugo del Carril, el cantor Pedro Lauga, la soprano Mary Capdevila, entre otros.
Fueron una de los primeros dúos de tangos conformados por hermanas junto con  Nelly Omar y Gory Omar, Margot Mores y Myrna Mores, Ethel Torres y Meggi Torres, entre otros.
En teatro hizo:
- Juventud, divino tesoro (1928), revista del Teatro Maipo de Ivo Pelay, Luis César Amadori y Humberto Cairo, junto con Pierre Clarel, Azucena Maizani, Ángela Cuenca, Perla Greco, Carmen Olmedo, Victoria Cuenca y L. Desmond.[3]
- Musical estrenado por Juan Canaro (1935), evocativos con la "Compañía Porteña de Espectáculos Musicales".

## Filmografía
- 1936: Radio Bar, junto a su hermana Lidia, Gloria Guzmán, Olinda Bozán, Alicia Barrié, Alberto Vila, Marcos Caplán, Sussy Derqui, José Ramírez, Benita Puértolas, Héctor Quintanilla, Carlos Enríquez y Juan Mangiante.[4]